# The Super Mario Bros. Movie
The Super Mario Bros. Movie is een Japans-Amerikaanse computeranimatiefilm uit 2023, geregisseerd door Aaron Horvath en Michael Jelenic. De film is gebaseerd op de Mario-spellen van Nintendo en werd geproduceerd door Nintendo in samenwerking met Illumination. De stemmen van de hoofdpersonages worden vertolkt door Chris Pratt, Charlie Day, Anya Taylor-Joy, Jack Black, Keegan-Michael Key en Seth Rogen.

## Verhaal
Mario en Luigi zijn twee broers die een loodgietersbedrijf runnen in Brooklyn, New York. De stad heeft te kampen met overstromende riolen en de twee broers dalen af in het riolenstelsel om het probleem te verhelpen. Als ze eenmaal diep onder de grond zijn worden de broers in een groene rioolpijp gezogen. Luigi belandt in de duistere wereld van de gemene Koning Bowser, Mario in het Mushroom Kingdom van Princess Peach. Mario, Peach en Toad slaan de handen ineen om Luigi te redden en het op te nemen tegen Bowser en zijn Koopalegers.

## Rolverdeling
| Personage                                     | Engelse stem             | Nederlandse stem      | Vlaamse stem         |
| --------------------------------------------- | ------------------------ | --------------------- | -------------------- |
| Mario                                         | Chris Pratt              | Florus van Rooijen    | Lander Severins      |
| Princess Peach                                | Anya Taylor-Joy          | Vajèn van den Bosch   | Lotte De Clerck      |
| Luigi                                         | Charlie Day              | Thijs van Aken        | Geerard Van de Walle |
| Bowser                                        | Jack Black               | Marcel Jonker         | Govert Deploige      |
| Toad                                          | Keegan-Michael Key       | Juliann Ubbergen      | Jonas Vermeulen      |
| Donkey Kong                                   | Seth Rogen               | Milan van Weelden     | Pieter-Jan De Paepe  |
| Cranky Kong                                   | Fred Armisen             | Huub Dikstaal         | Jan De Smet          |
| Kamek                                         | Kevin Michael Richardson | Reinder van der Naalt | Peter Van Gucht      |
| Foreman Spike                                 | Sebastian Maniscalco     | Edwin Jonker          | Jenne Decleir        |
| Lumalee                                       | Juliet Jelenic           | Posy Bakkum           | Lucille Dierick      |
| Toad Generaal Dry Bones Koopa Troopa soldaten | Eric Bauza               |                       |                      |
| Penguin King                                  | Khary Payton             | Murth Mossel          |                      |
| Mario en Luigi’s vader                        | Charles Martinet         | Frans Limburg         | Jos Dom              |
| Giuseppe                                      | Charles Martinet         | Charles Martinet      | Charles Martinet     |
| Mario en Luigi's moeder Gele Toad             | Jessica DiCicco          |                       |                      |
| Uncle Tony                                    | Rino Romano              |                       |                      |
| Uncle Arthur                                  | John DiMaggio            |                       |                      |
| Koopa Generaal                                | Scott Menville           |                       |                      |
| Shy Guy                                       | Nate Bihldorff           |                       |                      |
| Yoshi                                         | Kazumi Totaka            | Kazumi Totaka         | Kazumi Totaka        |

Andere personages met dialoog zijn Diddy Kong, Pauline, een Snifit en King Bob-omb. Overige stemmen werden ingesproken door onder anderen Carlos Alazraqui, Ashly Burch, Cathy Cavadini, Andy Hirsch, Phil LaMarr en Cree Summer. Niet-sprekende personages zijn onder andere Toadette, Cheep Cheeps, Bloopers, Dixie Kong, Goomba's, Piranha Planten, Bob-ombs, Hammer Bros. en King Boo.

## Achtergrond
Nintendo werkte samen met Illumination en Universal aan de productie van de film. Op 6 oktober 2022 werd via een speciaal aangekondigde Nintendo Direct de trailer van de film vertoond.

## Verschijningsdata
De film ging in première op 1 april 2023 in Los Angeles en op 5 april 2023 in Nederland en België.

## Prijzen en nominaties
De belangrijkste:
| Jaar | Prijs         | Categorie                              | Genomineerde(n)                                                                    | Uitslag     |
| ---- | ------------- | -------------------------------------- | ---------------------------------------------------------------------------------- | ----------- |
| 2024 | Golden Globes | Beste film – animatie                  | Beste film – animatie                                                              | Genomineerd |
| 2024 | Golden Globes | "Cinematic and Box Office Achievement" | "Cinematic and Box Office Achievement"                                             | Genomineerd |
| 2024 | Golden Globes | Beste nummer                           | Jack Black, Aaron Horvath, Michael Jelenic, Eric Osmond en John Spiker ("Peaches") | Genomineerd |